# مروارید دلبازی
مروارید دلبازی (ترکی آذربایجانی: Mirvarid Paşa qızı Dilbazi; ۱۲ اوت ۱۹۱۲ – ۱۲ ژوئیهٔ ۲۰۰۱) نویسنده و شاعر اهل جمهوری آذربایجان در دوران اتحاد جماهیر سوسیالیستی شوروی بود.
دلبازی همچنین آثار نویسندگانی مانند الکساندر پوشکین، خاقانی و نظامی گنجوی را ترجمه کرده‌است.
در سال ۱۹۷۹، او «شاعر مردم آذربایجان» نام گرفت و پس از فروپاشی اتحاد جماهیر شوروی، حیدر علی‌اف رئیس‌جمهور آذربایجان، نشان استقلال جمهوری آذربایجان را در سال ۱۹۹۸ به او تقدیم کرد.
وی در طول عمر طولانی خود، پاکسازی بزرگ استالین در سال ۱۹۳۷، تلفات غم‌انگیز از جنگ جهانی دوم و مناقشه ارمنستان و جمهوری آذربایجان را شاهد بوده‌است.

## نمونه اشعار
خاطره لر اولان یئرده
داش لارین دا دیلی واردیر
خاطره لر اولان یئرده
انسان لارین سئوینج لری
حسرت لری قالان یئرده
منی بولاق لار دیندیرر
هئی آغلادار سئویندیرر
سولار اودومو سؤندورر
آنام لایلا چالان یئرده
هر دویغونون اؤز آدی وار
فکرین غملی سی شادی وار
کؤنلوم قالدی قوجا چنار
کؤلگه سینی سالان یئرده

## ترجمه فارسی یکی از اشعار
درد و دل
اگر طوفان بر سرت کوفت و دلت را آزرد، مرا صدا زن
من با نفس گرم، بهار خواهم بود و پیشت خواهم آمد.
در تنگ روزی، به فردا امید بند
و اگر گلت پژمرد، شکوفه‌ای دیگر به خاک بسپار
اگر دلت گرفت، مرا صدا زن
من همچو امیدی، نغمه‌ای خواهم بود و در دلت صدا خواهم کرد
اگر شادی خود را گم کردی، مپندار که دیگر رفتی
در حصار هر غم سعادتی پنهان است
اگر به زانو درآمدی مگو که:
دیگر بر نتوانم خاست، ویرانگری سیل را آباد نتوانم کرد
چنین اندیشه مکن و به پریشان خاطری، مرا صدا زن
با عنادی که سر کار آمدم، پیشت خواهم آمد
و صبر خود و عناد خود را ارزانیت خواهم کرد
شادیت، سرورت، پرو بالت می‌بخشم.
تو را پیوسته نیرو باد، تو را پیوسته پیروزی باد!